# テトラキス(トリフェニルホスフィン)パラジウム(0)
テトラキス（トリフェニルホスフィン）パラジウム（英: Tetrakis(triphenylphosphine)palladium(0)）は、化学式 Pd[P(C6H5)3]4 で表される有機金属化合物である。化学式は Pd(PPh3)4としばしば略される。明るい黄色結晶であるが、空気に晒しておくと分解して灰色になる。

## 合成・構造・性質
塩化パラジウムなどの2価パラジウム塩から2段階で合成される。
{\displaystyle {\ce {PdCl2\ +2PPh3->{\mathit {cis-}}PdCl2(PPh3)2}}}
{\displaystyle {\ce {{\mathit {cis-}}PdCl2(PPh3)2\ +2PPh3\ +2{\frac {1}{2}}N2H4->Pd(PPh3)4\ +{\frac {1}{2}}N2\ +2N2H5^{+}Cl^{-}}}}
2段階目の反応では、ヒドラジン以外の還元剤も用いることができる。
4つのリン原子がパラジウムを中心とした正四面体の頂点に存在する構造を取っている。この構造は18電子則に則った典型的な化合物である。類似する錯体である Ni(PPh3)4 や Pt(PPh3)4も知られている。このような錯体は、溶液中ではトリフェニルホスフィン(PPh3)が脱離し16電子となった M(PPh3)3 と平衡状態にある。Pd(PPh3)4 が関連する反応では、この平衡によって生成する Pd(PPh3)3（場合によっては Pd(PPh3)2）が真の活性種となっている。

## 応用
Pd(PPh3)4 はカップリング反応の触媒として広く用いられる。優れた反応例として溝呂木・ヘック反応や薗頭・萩原反応、右田・小杉・スティル反応、鈴木・宮浦反応が挙げられる。これらの反応は、芳香族ハロゲン化物の0価パラジウムへの酸化的付加により反応が始まる。
{\displaystyle {\ce {Pd(PPh3)4\ + ArBr -> PdBr(Ar)(PPh3)2\ + 2 PPh3}}}